# Premio Llibreter de narrativa
El Premio Llibreter de narrativa es un premio creado y patrocinado por el llamado Gremio de Libreros de Cataluña. Desde el año 2000, a partir de las obras publicadas el año anterior, en cualquier lengua, el jurado seleccionaba unos títulos finalistas y una obra ganadora. El premio carece de dotación económica. Desde 2010 el premio destaca una obra en catalán, una en otro idioma y un álbum ilustrado. En 2023 se añadieron dos nuevas categorías, literatura catalana infantil y juvenil y otras literaturas de infantil y juvenil.

## Ganadores y finalistas
- 2000 Sándor Márai, por El último encuentro

Martí Rosselló, por Anna K
Enrique Vila-Matas, por Bartleby y compañía
Carme Riera, hacia el cielo abierto
Dulce Chacón, por Cielos de barro
Antoni Puigverd, por La jaula de oro
Vikhram Seth, por Una música constante
- 2001 Javier Cercas, por Soldados de Salamina

Kressman Taylor, por Dirección desconocida
Dai Sijie, por Balzac y la joven costurera china
Quim Monzó, por El mejor de los mundos
José Avelló, por Jugadoras de billar
Orhan Pamuk, por La casa del silencio
Tracy Chevalier, por La chica de la perla
Imma Monsó, por Todo un Carácter
- 2002 Charles Baxter, por El festín del amor

Daniel Chavarría, por Allá ellos
Xuan Bello, por Historia Universal de Paniceiros
Ferran Torrent, por Sociedad Limitada
Carlos Ruiz Zafón, por La sombra del viento
Atiq Rahimi, por Tierra y ceniza
Brady Udall, por La vida milagrosa de Edgar Mint
Álbum ilustrado: Teresa Duran y Montse Gibert, por El siglo más nuevo del mundo
- 2003 John Maxwell Coetzee, por La edad de hierro

Rohinton Mistry, por Asuntos de familia
Jordi Puntí, por Animales tristes
Ian McEwan, por Expiación
Albert Sánchez Piñol, por La piel fría
Imma Monsó, por Mejor que no me lo cuentes
Paul Smaïl, por Vivir me mata
- 2004 Enrique de Hériz, por Mentira

Arto Paasilinna, por El molinero aullador
Eduard Márquez, por El silencio de los árboles
Enrique Vila-Matas, por París no se acaba nunca
Philip Roth, por Pastrimonio
Siri Hustvedt, por Todo cuanto amé
Jordi Ibáñez, por Una vida en la calle
- 2005 John Lanchester, por El puerto de los aromas

Gerard Donovan, por El telescopio de Schopenhauer
Halldór Laxness, por Gente independiente
Jeannette Winterson, por La niña del far
Georges Hyvernaud, por La piel y los huesos
Philippe Claudel, por Las almas grises
Antonio Orejudo, por Reconstrucción
- 2006 Robertson Davies, por El quinto en discordia

Nancy Mitford, para la caza del amor
Patrick Lapeyre, por Cooper o las soledades elementales
Nicole Krauss, por La historia del amor
Gonzalo Hidalgo Bayat, por La paradoja del interventor
Eduard Girbal i Jaume, por La tragedia de Cal Pere Llarg
Maurizio Maggiani, por El viajero nocturno
- 2007 Mariolina Venezia, por Hace mil años que estoy aquí

Neus Canyelles, por El aliento del búfalo en invierno
Flann O'Brien, por El tercer policía
Agota Kristof, por Claus y Lucas
Stefano Benni, por Margherita Dolcevita
- 2008 Natsume Sōseki, por Botxan

Jordi Coca, por La chica del baile
Minh Tran Huy, por La princesa y el pescador
Andrea Maria Schenke, por Tannöd, el lugar del crimen
Giani Stuparich, por La isla
- 2009 Sherwood Anderson, por Winesburg, Ohio

Silvia Alcántara, por Olor de colonia
Judit Pujadó, por Las edades perdidas
Wallace Stegner, por En lugar seguro
Juan Bonilla, por Tanta gente sola
- 2010

Literatura catalana: Jordi Puntí, por Maletas perdidas
Otras literaturas: Elizabeth Strout, por Olive Kitteridge
Álbum ilustrado: Jimmy Liao, por La noche estrellada
- 2011

Literatura catalana: Blanca Busquets i Oliu, por La nevada del cuco
Otras literaturas: David Vann, por Sukkwan Island
Álbum ilustrado: Peter Schössou, por Mi primer coche era rojo
- 2012

Literatura catalana: Maria Mercè Cuartiella, por Hermanos, casi gemelos
Otras literaturas: Gerbrand Bakker, por Arriba está todo tranquilo
Álbum ilustrado: Fabrizio Silei y Maurizio A. C. Quarello, por El autobús de Rosa
- 2013

Literatura catalana: Francesc Parcerisas, por La primavera en Pekín
Otras literaturas: Mordecai Richler, por El caso de Barney Panofsky
Álbum ilustrado: Aaron Frisch y Roberto Innocenti, por La caperucita roja
- 2014 [1]

Literatura catalana: Antoni Vives i Tomàs, por I mañana, el paraíso
Otras literaturas: Wajdi Mouawad, por Alma
Álbum ilustrado: Jon Klassen, por Este sombrero no es el mío
- 2015 [2]

Literatura catalana: Joan Benesiu, por Gigantes de hielo
Otras literaturas: Maylis de Kerangal, para Reparar los vivos, traducida por Jordi Martín Lloret
Álbum ilustrado: Emily Hugues, por Salvaje
- 2016 [3]

Literatura catalana: Alicia Kopf, por Hermano de hielo
Otras literaturas: Lucia Berlin, por Manual para mujeres de trabajo, traducido por Albert Torrescasana
Álbum ilustrado: Francesca Sanna, por El viaje
- 2017 [4]

Literatura catalana: Raül Garrigasait, por Los extraños, Ediciones 1984
Otras literaturas: Marcello Fois, por Estirpe, traducido por Francisco Álvarez, Ed. Hoja de Lata
Álbum ilustrado: Albert Asensio, por El banco azul, Ed. Babulinka
- 2018 [5]

Literatura catalana: Eva Baltasar, por Permagel, Club Editor
Otras literaturas: José Eduardo Agualusa, por Teoría general del olvido, traducido por Pere Comellas Casanova, Ediciones del Periscopio
Álbum ilustrado: Ximo Abadía, por Frank. La increíble historia de una dictadura olvidada, Dibbuks
Literatura catalana (infantil y juvenil): Jaume Copons y Òscar Julve, por No leeré este libro, La Galera
Otras literaturas (infantil y juvenil): Jakob Wegelius, por La mona del asesino, traducido por Elena Martí i Segarra, Viena
- 2019

Literatura catalana: Pol Beckmann por Novela, Quaderns Crema
Mención especial: Marta Marín-Dòmine por Fugir era lo más bello que teníamos, Club Editor
Otras literaturas: Jenny Erpenbeck por Las formas del verbo ir, traducido por Marta Pera Cucurell, Ángulo editorial.
Mención especial: Kaouther Adimi por Nuestras riquezas, traducido por Anna Casassas, Ediciones del Periscopio
Álbum ilustrado: Jessica Love, por Sirenas, Kokinos
Literatura catalana (infantil y juvenil): Raimon Portell por Caminos de agua, Barcanova
Otras literaturas (infantil y juvenil): Frances Hardinge, por La canción del cuco, traducción de Xavier Pàmies, Bambú
- 2020 [6]

Literatura catalana: Manuel Baixauli por Ignot, Ediciones Periscopio
Otras literaturas: Ali Smith por Otoño, traducido por Dolors Udina, Raig Verd Editorial.
Álbum ilustrado: Issa Watanabe, por Migrantes, Libros del Zorro
Literatura catalana (infantil y juvenil): Muriel Villanueva i Perarnau por Dunes. Diario de otro verano, Babulinka Books
Otras literaturas (infantil y juvenil): Benjamnin Alire Sáenz, por Aristóteles y Dante descubren los secretos del universo, traducción de Maria Climent, La Otra Tribu y Cross Books
- 2021 [7]

Literatura catalana: Francesc Serés por La casa de fuego, Proa
Otras literaturas: Leïla Slimani por El país de los demás, traducido por Valèria Gaillard, Ángulo Editorial
Álbum ilustrado: Jacques Goldstyn, por Las estrellas, traducido por Susana Tornero, Editorial Juventud
Literatura catalana (infantil y juvenil): Ivan Vera por Aunia, Akiara ; Adrià Aguacil Portillo para La tienda de vidas, Animallibres
Otras literaturas (infantil y juvenil): Annet Schaap, por La niña del faro, traducción de Maria Rosich, Pagès Editores
Memorial Pere Rodeja: Gemma Garcia, librera, y Toni Puntí, periodista
- 2022 [8]

Literatura catalana: Gloria de Castro por El instante antes del impacto, Periscopio
Otras literaturas: Rebecca Makkai por Los grandes optimistas, traducido por Marc Rubió Rodon, Periscopio
Álbum ilustrado: Rita Sineiro, por Colas de sueños, traducido por Pere Comellas, con ilustraciones de Laia Domènech, Akiara Books
Literatura catalana (infantil y juvenil): Eulàlia Canal, por El invierno del sr. Jeroni, con ilustraciones de Jordi Vila Delclòs, AnimaLibros
Otras literaturas (infantil y juvenil): Ana Pessoa, por Mary John, traducido por Mercè Ubach, Otra Tribu
2023
Literatura catalana: Cristina García Molina por Els irredentos, LaBreu
Otras literaturas: Damon Galgut por La promesa, traducido por África Rubiés, Las Horas
Álbum ilustrado: Gazhole&Cruschiform, por Había una forma, traducido por Teresa Duran, Barrett
Literatura catalana (infantil y juvenil): Roger Tarrés, por Hijos de Éodhum 1. La amenaza verde, Fanbooks
Otras literaturas (infantil y juvenil): Joana Estrela, por Pardaleta, traducido por Àlex Tarradellas, Meraki